# چستر (آیووا)
چستر (به انگلیسی: Chester) شهری در ایالت آیووا کشور ایالات متحده آمریکا است که جمعیت آن در سرشماری سال ۲۰۱۰ میلادی، ۱۲۷ نفر بوده‌است.